# Deeyah Khan
Deeyah Khan (Oslo, 7 agosto 1977) è una regista cinematografica e produttrice cinematografica norvegese.
È la fondatrice della società di produzione Fuuse, specializzata in documentari, piattaforme multimediali digitali e contenuti per la televisione e gli eventi live. È anche la fondatrice e caporedattrice della rivista "Sister-hood", che mette in risalto le diverse voci delle donne appartenenti al patrimonio culturale musulmano. Nel 2016 Khan è diventata Goodwill Ambassador dell'UNESCO per la libertà artistica e la creatività.

## Biografia
Deeyah Khan è nata a Oslo, in Norvegia, il 7 agosto 1977. Il suo nome di battesimo era Deepika Thathaal che lei stessa cambiò nel 2002 scegliendo come nome Deeyah e come cognome Khan, lo stesso di sua madre da nubile. Anche il fratello cambiò il proprio cognome in Khan. Entrambi volevano onorare la madre e la sua discendenza, compiendo quindi un gesto femminista.
La madre di Deeyah, una pashtun di origini afghane, ha lavorato come insegnante e come traduttrice mentre il padre un punjabi del Pakistan, ha cambiato diversi lavori prima di stabilizzarsi come cameriere di un hotel a 5 stelle nella città. Deeyah ha un fratello minore di cinque anni, Adil Khan, che lavora a Oslo come presentatore televisivo e speaker. 
I fratelli Khan sono stati vittima di discriminazioni razziali numerose volte nel corso della loro vita. Deeyah fu aggredita verbalmente da un uomo adulto perché "le intralciava la strada" quando aveva solo 12 anni. Anche il fratello è stato vittima di bullismo a scuola per le sue origini quando aveva 7 anni. Queste sono le radici nell'infanzia della Khan che l'hanno portata a diventare un'attivista e la prima in assoluto a ricoprire il ruolo di Ambasciatrice dell'UNESCO per la libertà artistica e la creatività.
A 7 anni Deeyah iniziò a studiare musica, sotto pressione del padre, il quale credeva potesse essere l'unico valido modo per superare le disuguaglianze e le ingiustizie che subivano in quanto musulmani. A 8 anni Deeyah Khan fece la sua prima apparizione pubblica all'età di 7 anni alla televisione nazionale norvegese. 
A 13 anni fece il suo debutto in casa discografica come cantante, insieme al sassofonista norvegese Jan Gararek nell'album Ragas and Sagas, uscito nel 1992. Le sue performance la portarono a diventare un bersaglio della comunità musulmana radicale in Norvegia, che non concepiva una ragazza al centro di un palco sostenendo che il posto di una donna fosse solo dentro casa.
Con gli anni, Deeyah iniziò a esibirsi sempre più regolarmente. A 15 anni uscì il suo primo album da solista, I Alt Slags Lys (“In All Kinds of Light”), in cui la musica pop occidentale veniva contaminata dalla musica tradizionale indiana. Con l'uscita di questo album fu colpita da molte minacce di morte, sabotando le sue performance live. La situazione era talmente preoccupante che i genitori le consigliarono a 17 anni di lasciare la Norvegia.
Si trasferì nel Regno Unito, a Londra. All'inizio la situazione fu molto dura per lei, non conoscendo nessuno. Trovò lavoro come commessa in un negozio Levi's in modo da poter conoscere persone nuove e fare amicizia. Due anni dopo il suo trasferimento, nel 1996, pubblicò in Norvegia il suo secondo album da solista, Deepika, riprendendo il suo nome di battesimo.
Ha terminato la sua attività di cantante nel 2005, all'età di 28 anni, a causa delle numerose pressioni che subiva. Fu comunque convinta dagli amici a pubblicare un ultimo album che altrimenti sarebbe rimasto in un cassetto. Ataraxis uscì nel 2007, album al quale collaborarono il chitarrista dei The Police, Andy Summers, e il trombettista norvegese Nils Petter Molvær.

## Discografia
- 2013: Iranian Woman (compilation con artisti iraniani)[3].
- 2013: Echoes Of Indus (CD con il sitarista pakistano Ashraf Sharif Khan Poonchwala).
- 2012: Nordic Woman (compilation con artisti femminili di forme musicali nordiche tradizionali provenienti da Norvegia, Svezia, Danimarca, Finlandia e Islanda).
- 2010: Listen To The Banned (compilation con artisti proibiti, perseguitati e imprigionati dell'Africa, del Medio Oriente e dell'Asia). Oltre ad essere stato acclamato dalla critica, l'album ha raggiunto il sesto posto nella World Music Charts Europe, rimanendo in questa classifica per alcuni mesi[4].
- 2007: Ataraxis (album)[5].
- 2005: Plan of My Own / I Saw You.
- 1996: Deepika (album)[6].
- 1995: Color Of My Dreams (singolo)[7].
- 1995: History (singolo)[8].
- 1995: Get Off My Back (singolo)[9].
- 1992: I alt slags lys (album)[10].

## Sister-hood
Nel 2007 Deeyah Khan ha lanciato Sister-hood, piattaforma dedicata all'espressione artistica delle donne. Nel 2016 Sister-hood è stata rilanciata come rivista online che promuove la voce delle donne di origine musulmana. Sei mesi dopo la rivista online ha vinto il premio Espoke Living Best Website agli Asian Media Awards del 2016 per aver valorizzato l'uguaglianza delle donne e sensibilizzato le coscienze sui problemi che affliggono le donne musulmane.

## Filmografia
Deeyah Khan ha esordito alla regia con il documentario Banaz: A Love Story, di cui è stata anche produttrice. Ha ottenuto fama e premi internazionali, tra cui l'Emmy Award 2013 per il miglior documentario internazionale. Il film viene utilizzato per addestrare la polizia britannica sugli omicidi d'onore.
| Film | Film                                         | Film                  | Film | Film         |
| Anno | Titolo                                       | Funzione              | Ricezione | Tipo         |
| ---- | -------------------------------------------- | --------------------- | --- | ------------ |
| 2022 | Behind the Rage: America’s Domestic Violence | regista               | | Documentario |
| 2020 | Muslim In Trump’s America                    | regista               | Ha vinto i Peabody Award. | Documentario |
| 2020 | America’s War On Abortion                    | regista               | Ha vinto il British Academy Film Awards. | Documentario |
| 2017 | White Right: Meeting The Enemy               | regista e produttrice | Ha vinto i seguenti premi: Emmy Award, Royal Television Society, premio speciale della giuria PeaceJam, Rory Peck Award, Women in Film and Television UK Awards, Asian Media Awards. Ha ottenuto le nominations per i British Academy Film Awards e per i Frontline Club Awards.                                                                 | Documentario |
| 2016 | Islam's Non-Believers                        | regista e produttrice | Nomination per gli Asian Media Awards. | Documentario |
| 2015 | Jihad: A Story of the Others                 | regista e produttrice | Ha vinto il Festival Internazionale di Film e Video di New York. Ha ricevuto il Premio per i diritti umani dal Ministero delle arti e della cultura norvegese per il documentario Jihad. Ha ottenuto la nomination per i Grierson Awards, per i British Academy Film Awards, per i Golden Nymph Awards, per i Creative Diversity Network Awards. | Documentario |
| 2012 | Banaz: a Love Story                          | regista e produttrice | Ha vinto i seguenti premi: Peabody Award, Emmy Award, Bergen International Film Festival Awards. Ha ottenuto la nomination per i Royal Television Society Awards. | Documentario |

## Riconoscimenti
- 2018: dottorato onorario all'Emerson College[29].
- 2017: membro del Consiglio direttivo del Consiglio d'arte norvegese. La nomina è valida per quattro anni (2018 – 2021)[30].
- 2016: Goodwill Ambassador dell'UNESCO per la libertà artistica e la creatività[31].
- 2016: premio Telenor Culture[32].
- 2016: premio Peer Gynt[33].
- 2016: Gunnar Sønsteby Memorial Fund Award[34].
- 2015: Human Rights Award dall'Università di Oslo[35].
- 2015: premio Jentepris Plan[36].
- 2012: premio Ossietzky[37].
- 2009: premio Freedom to Create[38].
- 1996: premio  Stiftelsen Scheiblers[39].